# Liste der Biografien/Diez
Liste der Biografien |
Portal Biografien |
Personensuche
# |
A |
B |
C |
D |
E |
F |
G |
H |
I |
J |
K |
L |
M |
N |
O |
P |
Q |
R |
S |
T |
U |
V |
W |
X |
Y |
Z |
?
 
Da |
Db |
Dc |
Dd |
De |
Dg |
Dh |
Di |
Dj |
Dk |
Dl |
Dm |
Dn |
Do |
Dq |
Dr |
Ds |
Du |
Dv |
Dw |
Dy |
Dz
 
Dia |
Dib |
Dic |
Did |
Die |
Dif |
Dig |
Dih |
Dij |
Dik |
Dil |
Dim |
Din |
Dio |
Dip |
Diq |
Dir |
Dis |
Dit |
Diu |
Div |
Diw |
Dix |
Diy |
Diz
 
Dieb |
Diec |
Died |
Dief |
Dieg |
Dieh |
Diek |
Diel |
Diem |
Dien |
Diep |
Dier |
Dies |
Diet |
Dieu |
Diev |
Diew |
Diez
Die Liste der Biografien führt alle Personen auf, die in der deutschsprachigen Wikipedia einen Artikel haben. Dieses ist eine Teilliste mit 69 Einträgen von Personen, deren Namen mit den Buchstaben „Diez“ beginnt.

## Diez
- Diez de Bonilla, Manuel (1800–1864), mexikanischer Botschafter
- Díez de Medina Lertora, Alberto (1877–1932), bolivianischer Diplomat und Politiker
- Díez de Medina, Francisco Tadeo (1725–1803), Gouverneur von Chile
- Díez del Corral, Jesús (1933–2010), spanischer Schachspieler
- Díez González, Rosa (* 1952), spanische Politikerin, MdEP
- Diez, Carl (1877–1969), deutscher Politiker (Zentrum), MdR
- Diez, Christa (1926–2022), deutsche Malerin, Grafikerin und Steindruckerin
- Diez, Christine von (1571–1638), Tochter der Anna von Sachsen
- Diez, Christoph Ernst von (1543–1603), Graf von Diez
- Díez, Daniel (* 1993), spanischer Basketballspieler
- Diez, Erna (1913–2001), österreichische Klassische Archäologin
- Diez, Ernst (1878–1961), österreichischer Kunsthistoriker mit dem Spezialgebiet islamische Kunst
- Diez, Ernst Friedrich (1805–1892), deutscher Theaterschauspieler und Opernsänger (Lyrischer Tenor)
- Díez, Fabio (* 1965), spanischer Beachvolleyballspieler
- Diez, Frank (* 1950), deutscher Gitarrist, Komponist, Texter und ProduzentFrank Diez (* 1950)

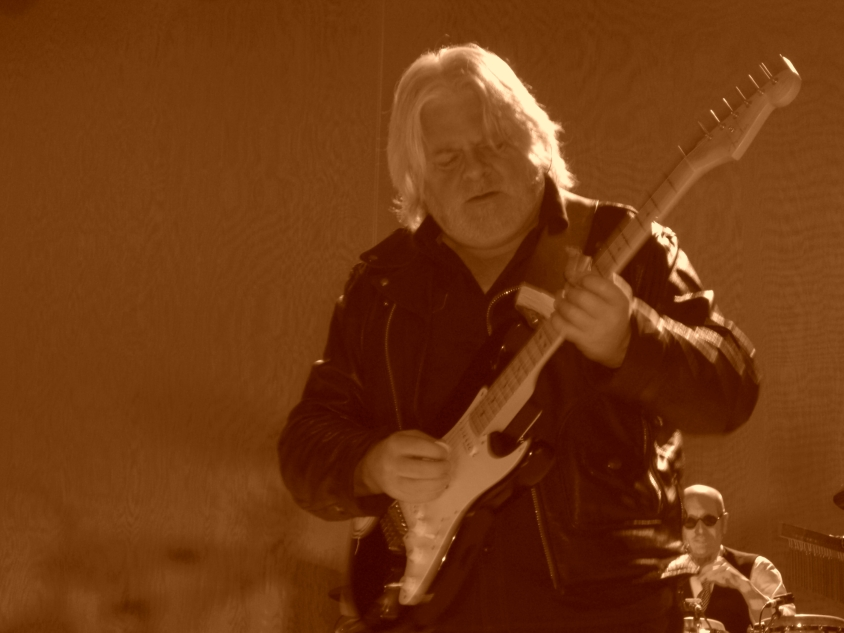
Frank Diez (* 1950)

- Diez, Friedrich Christian (1794–1876), deutscher Philologe
- Diez, Fritz (1901–1979), deutscher Schauspieler und Regisseur
- Diez, Georg (* 1969), deutscher Journalist, Kolumnist und BuchautorGeorg Diez (* 1969)

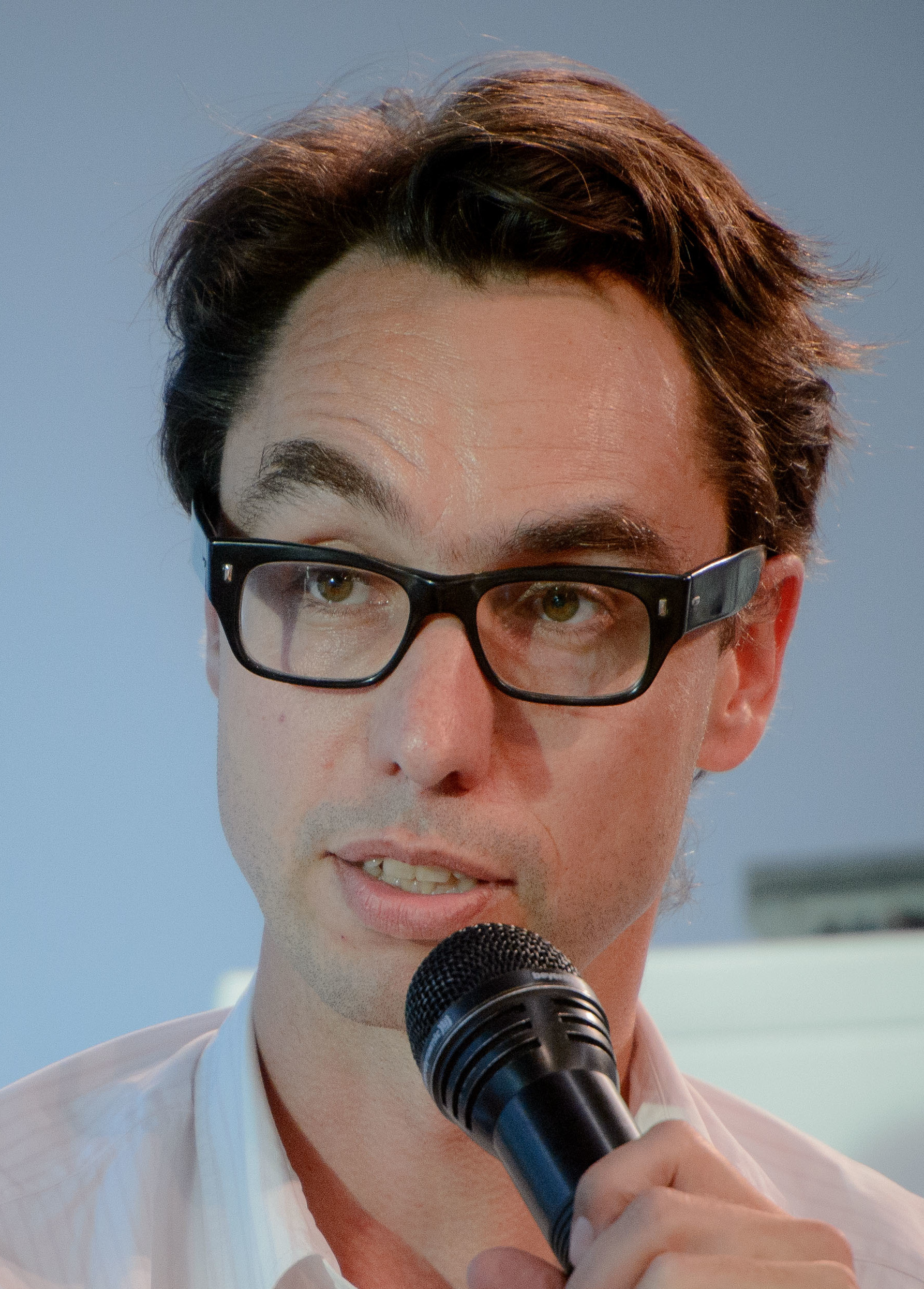
Georg Diez (* 1969)

- Diez, Heinrich Friedrich von (1751–1817), preußischer Beamter und Privatgelehrter
- Diez, Helmut (* 1953), deutscher Unternehmer, Berater und Künstler
- Diez, Hermann (1866–1939), deutscher Journalist
- Díez, Hormando Vaca (1949–2010), bolivianischer Politiker, Präsident des Senats (Cámara de Senadores) im Nationalkongress von Bolivien
- Diez, Immanuel Carl (1766–1796), deutscher Philosoph, Theologe und Mediziner
- Diez, Johann Sebastian (1711–1793), deutscher Komponist, Chorleiter und Lehrer im Zeitalter des musikalischen Barock und der Vorklassik
- Díez, Juan Martín (1775–1825), spanischer Guerillaführer
- Diez, Julius (1870–1957), deutscher Maler und Grafiker
- Diez, Karl (1882–1964), deutscher Politiker (SPD, KPD), MdL
- Diez, Karlheinz (* 1954), deutscher römisch-katholischer Theologe, Weihbischof in Fulda
- Diez, Katharina (1809–1882), deutsche Schriftstellerin
- Diez, Kurt (1915–1974), deutscher Kommunalpolitiker (CDU), Landrat des Landkreises Tettnang
- Díez, Luis Mateo (* 1942), spanischer Schriftsteller
- Diez, Manuel Donato (* 1957), spanischer Bildhauer
- Díez, Matilde (1818–1883), spanische Theaterschauspielerin
- Diez, Nicolás (* 1977), argentinischer Fußballspieler und -trainer
- Diéz, Ricardo (1900–1971), uruguayischer Fußballtrainer
- Diez, Robert (1844–1922), deutscher Bildhauer
- Diez, Samuel Friedrich (1803–1873), deutscher Maler; Hofmaler und Hofrat in Meiningen
- Diez, Sophie (1820–1887), deutsche Theaterschauspielerin und Opernsängerin (Sopran)
- Diez, Stefan (* 1971), deutscher IndustriedesignerStefan Diez (* 1971)

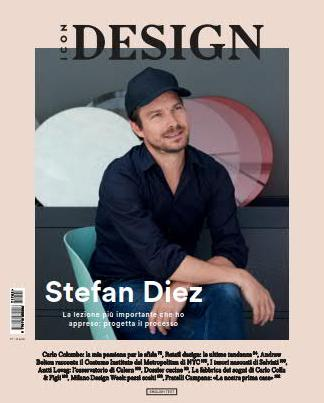
Stefan Diez (* 1971)

- Diez, Stephan (1954–2017), deutscher Jazz- und Fusiongitarrist
- Diez, Steven (* 1991), kanadischer Tennisspieler
- Diez, Theopont (1908–1993), deutscher Politiker (CDU), MdL
- Diez, Thomas (* 1970), deutscher Politikwissenschaftler
- Diez, Wilhelm von (1839–1907), deutscher Maler und Illustrator
- Diez, Willi (* 1953), deutscher Wirtschaftswissenschaftler
- Díez-Alegría, Manuel (1906–1987), spanischer Soldat und Diplomat
- Díez-Canedo, Enrique (1879–1944), spanischer Schriftsteller
- Diéz-Dührkoop, Minya (1873–1929), deutsche Fotografin
- Díez-Hochleitner, Ricardo (1928–2020), spanischer Wirtschaftswissenschaftler

### Dieze
- Dieze, Johann Andreas (1729–1785), deutscher Romanist und Bibliothekar
- Diezel, Birgit (* 1958), deutsche Politikerin (CDU), MdL
- Diezel, Carl Emil (1779–1860), deutscher Forstmann und Autor
- Diezel, Uta (* 1964), deutsche Marathonläuferin
- Diezel, Wolfgang (1940–1995), deutscher Mediziner und Hochschullehrer
- Diezelsky, Ferdinand Sigismund von (1762–1835), preußischer Generalmajor
- Diezelsky, Melchior von (1708–1757), preußischer Major
- Diezelsky, Michael Ludwig von (1708–1779), dritter Chef des Berliner Invalidenkorps und des Invalidenhauses

### Diezh
- Diezhandino Nieto, Ciro (1932–2020), spanischer Flamenco-Tänzer und -Choreograf

### Diezi
- Diezi, Dominik (* 1973), Schweizer Politiker (Die Mitte)
- Diezi, Reto (* 1949), Schweizer Sprinter
- Diezi, Stefan (* 1999), Schweizer Eishockeyspieler
- Diezielsky, Ferdinand Albert von (1805–1892), königlich preußischer Generalmajor und zuletzt Kommandeur des 2. Infanterie-Regiments
- Diezig, Sebastian (* 1983), Schweizer Cellist
- Diezinger, Norbert (* 1952), deutscher Architekt
- Diezinger, Rudolf (1770–1847), Schweizer Geometer und Kartograf

### Diezl
- Diezler, Anton (1811–1845), deutscher Landschafts- und Vedutenmaler
- Diezler, Johannes Jakob (1789–1855), deutscher Landschafts- und Vedutenmaler des Biedermeiers

### Diezm
- Diezmann, August (1805–1869), Journalist, Wissenschaftler und Schriftsteller
- Diezmann, Tanja (* 1969), deutsche Designerin und Hochschullehrerin